# Viên Lâm
Viên Lâm (tiếng Trung: 袁綝; bính âm: Yuan Lin) là tướng lĩnh nhà Quý Hán thời Tam Quốc trong lịch sử Trung Quốc.

## Cuộc đời
Viên Lâm quê ở quận Dĩnh Xuyên, Dự Châu, dựa theo quê quán thì có khả năng Viên Lâm đi theo Lưu Bị từ sớm.
Năm 230, Tiền tướng quân Lý Bình thăng chức Phiêu kỵ tướng quân, Viên Lâm thay Bình giữ chức Tiền tướng quân, giữ tước Đô đình hầu, địa vị ngang hàng với Tả tướng quân Ngô Ý, Hữu tướng quân Cao Tường, Hậu tướng quân Ngô Ban, là tướng lĩnh có địa vị cao trong triều đình.
Năm 231, thừa tướng Gia Cát Lượng tiến hành bắc phạt lần thứ tư, nhưng quân đội gặp vấn đề về lương thảo nên phải rút về Thục Trung. Hai tháng sau, quan viên phụ trách vận chuyển lương thảo là Lý Bình muốn chối bỏ trách nhiệm, Viên Lâm cùng các đồng liêu theo Gia Cát Lượng dâng biểu cầu Hậu chủ phế bỏ Lý Bình.
Năm 234, Gia Cát Lượng qua đời, Đặng Chi thay Viên Lâm làm Tiền tướng quân, bản thân Viên Lâm thăng chức Chinh Tây đại tướng quân.
Sau đó không còn ghi chép gì về Viên Lâm.

## Trong văn hóa
Trong tiểu thuyết Tam quốc diễn nghĩa, Viên Lâm xuất hiện ở hồi 91, giữ chức Tiền tướng quân, Đô đình hầu, theo Gia Cát Lượng bắc phạt.